# Tjatja

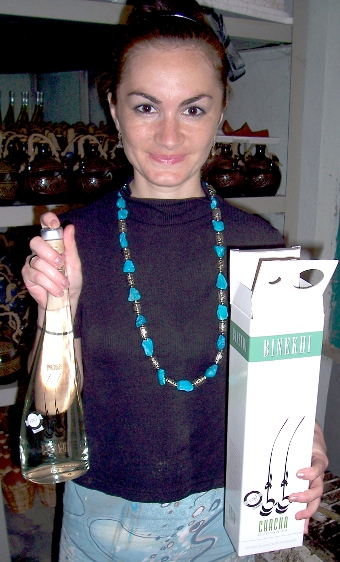
En georgisk kvinna håller upp en flaska Tjatja (Binechi Estragon).

Tjatja (georgiska: ჭაჭა) är en traditionell, klar, starksprit som ibland kallas för vinvodka eller georgisk vodka. Tjatjan är gjord på återstoden av vindruvan efter vintillverkningsprocessen och är då i princip identisk med grappa. Tjatjan kan även framställas på omogna eller icke-odlade druvor. Andra fruktsorter som förekommer i tillverkningen är fikon, mandariner, apelsiner och mullbär. 
En av de mest kända tjatjorna är Binechi Estragon, som tilldelades en silvermedalj vid Mundus Vini, världens största vintävling.